# Dario Pozzo
Dario Pozzo (Verona, 1592 – 1652) è stato un pittore italiano del tardo rinascimento, appartenente alla scuola veronese di pittura.
La sua produzione artistica è stata scarna. Si ritiene che sia stato allievo del pittore Claudio Ridolfi.

## Biografia
Pozzo nacque il figlio illegittimo di Paolo, figlio a sua volta di Giovanni Battista de' Nobili dal Pozzo, originari di San Vitale a Verona. Pozzo sposò Isabella Varotari, una ricca nobildonna padovana. È stato descritto come attivo e vivace, in grado di cantare e suonare vari strumenti musicali. Tra le sue opere vi sono un'Annunciazione (1628) per la Cappella del Rosario nella chiesa di Sant'Anastasia e un San Filippo Neri per la chiesa di San Francesco di Paola, entrambe chiese di Verona.